# Ubaldo Continiello
Ubaldo Continiello (* 1941 in Monteverde; † 20. Januar 2014 in Rom) war ein italienischer Komponist vor allem von Filmmusik und populären Liedern.
Continiello stammt aus eine Bauernfamilie. Er diplomierte am Konservatorium von Santa Cecilia in Rom und schrieb seine erste Filmmusik 1967 für einen Italowestern; nach fünf Jahren Pause folgten dann ab 1972 fast fünfzig weitere Arbeiten, darunter viele Komödien (zu Beginn arbeitete er fast ausschließlich für Franco-Franchi-Filme), später dann auch Horrorfilme (wie den umstrittenen Mondo Cannibale, 2. Teil – Der Vogelmensch) und Erotikstreifen. Auch als Liedkomponist u. a. für Tony Monaco war Continiello tätig; etwa 400 Werke aus seiner Feder sind bei der SIAE verzeichnet.

## Filmografie (Auswahl)
- 1967: Lola Colt… sie spuckt dem Teufel ins Gesicht (Lola Colt (Faccia a faccia con El Diablo))
- 1975: Il sogno di Zorro
- 1976: Eiskalte Typen auf heißen Öfen (Uomini si nasce poliziotti si muore)
- 1976: Tote pflastern seinen Weg (Pronto ad uccidere)
- 1977: Gangbuster (L’avvocato della mala)
- 1977: Mondo Cannibale, 2. Teil – Der Vogelmensch (Ultimo mondo cannibale)
- 1980: Macabro – Die Küsse der Jane Baxter (Macabro)
- 1981: Eine Kugel für den Bullen (Il carabiniere)
- 1982: Frau Doktor kann’s nicht lassen (Pierino aiutante messo comunale… praticamente spione)